# Tepojaco
Tepojaco es una localidad de México ubicada en el municipio de Tizayuca, en el estado de Hidalgo. Se ubica en valle de Tizayuca y pertenece a la Zona Metropolitana del Valle de México.

## Toponimia
Tepojaco: En las piedras esponjadas. Del náhuatl tepoxacco, "donde hay tepoxactli" ("piedra ligera, porosa"). Actualmente tepoxactli es la esponja de baño.

## Geografía
Se encuentra en la región geográfica de la Cuenca de México (Valle de Tizayuca). Le corresponden las coordenadas geográficas 19° 50’ 31.154” de latitud norte y 98° 56’ 46.145” de longitud oeste, con una altitud de 2284 m s. n. m.
En cuanto a fisiografía se encuentra dentro de la provincia del Eje Neovolcanico, dentro de la subprovincia de Lagos y volcanes de Anáhuac; su terreno es de valle y llanura. En lo que respecta a la hidrografía se encuentra posicionado en la región del Pánuco, dentro de la cuenca del río Moctezuma, en la subcuenca de río Tezontepec. Cuenta con un clima semiseco templado.

## Demografía
En 2020 registró una población de 8361 personas, lo que corresponde al 4.97 % de la población municipal. De los cuales 4124 son hombres y 4237 son mujeres. Tiene 2148 viviendas particulares habitadas.
| Gráfica de evolución demográfica de Tepojaco entre 1900 y 2020                               |
|                                                                                              |
| Población de los censos y conteos del Instituto Nacional de Estadística y Geografía (INEGI). |